# HD 117207
HD 117207 é uma estrela na constelação de Centaurus. Tem uma magnitude aparente visual de 7,25, sendo invisível a olho nu. Com base em medições de paralaxe da sonda Gaia, está localizada a aproximadamente 105,6 anos-luz (32,4 parsecs) da Terra. Sua magnitude absoluta é igual a 4,67.
HD 117207 tem um tipo espectral de G7IV-V, o que indica que é uma estrela de classe G intermediária entre uma subgigante e uma estrela da sequência principal. No diagrama H-R, está localizada 0,55 magnitudes acima da sequência principal. É parecida com Sol, com uma massa 3% superior à massa solar e um raio 13% superior ao raio solar. Sua fotosfera está brilhando com 119% da luminosidade solar a uma temperatura efetiva de 5 680 K. A estrela possui uma metalicidade alta, com uma abundância de ferro 66% maior que a solar. Apesar de ser uma estrela cromosfericamente inativa com idade estimada de 6,6 bilhões de anos, um campo magnético fraco foi possivelmente detectado, sendo provavelmente semelhante ao campo magnético solar.
Em 2005, foi publicada a descoberta de um planeta extrassolar orbitando HD 117207. A estrela foi monitorada pelo espectrógrafo HIRES, no Telescópio Keck I, entre janeiro de 1997 e janeiro de 2004, revelando variações na sua velocidade radial consistentes com a presença de um corpo em órbita (espectroscopia Doppler). A melhor solução orbital indica que ele é um planeta gigante gasoso com uma massa mínima de 1,9 vezes a massa de Júpiter, orbitando a estrela a uma distância média de 3,8 UA com um período de 2600 dias e uma excentricidade de 0,14.
| Planeta | Massa           | Semieixo maior (UA) | Período orbital (dias) | Excentricidade |
| ------- | --------------- | ------------------- | ---------------------- | -------------- |
| b       | >1,88 ± 0,17 MJ | 3,79 ± 0,22         | 2597 ± 41              | 0,144 ± 0,035  |